# El cielo rojo (película de 2008)
El cielo rojo es una película costarricense de 2008, escrita y dirigida por Miguel Alejandro Gómez. El filme (de corte juvenil) está protagonizada por Allan Obando (Roberto), Mauricio Dapena (Berny), Ricardo Rodríguez (Manuel), y Edgar Romano (Néstor).
La película es un drama entre los personajes, con una fuerte dosis de comedia. Debido a su complejidad visual y narrativa,  es una mezcla de diversos géneros: podría ser clasificado tanto como una historia de adolescentes que alcanzan una mayoría de edad, con un trasfondo político, o como una película de arte y ensayo.

## Sinopsis
Bernie, Manuel, y Nestor se acaba de graduar de la escuela secundaria, y no tienen planes para el futuro. Insatisfecho con las oportunidades que presenta Costa Rica, los chicos deciden concentrarse en las actividades mundanas. Sin embargo, en el transcurso de unos pocos días, los eventos clave en la vida personal de los chicos conspiran para hacer un estilo de vida desinteresada difícil.
Después de una ruptura con su novia, Bernie reconsidera ir a la universidad, con la esperanza de reparar su relación. En medio de una crisis de identidad provocada por adultos interesados, Manuel intenta sobrevivir confusión mental.
Obligado por el espíritu revolucionario, los amigos deben manejar sus conflictos internos individualmente y como grupo.

## Producción
El cielo rojo  se rodó en varias provincias de Costa Rica: San José, Puntarenas, Guanacaste y Alajuela;  en su filmación se ocuparon  21 días del mes de enero de 2007 y fue lanzada  a principios de agosto de 2008. 

## Reparto
- Ricardo Rodríguez Otoya - Manuel
- Allen Obando Pinkay -	Roberto
- Mauricio Dapena - Berny
- Edgar Roman - Nestor
- María Elena Oreamuno - Alejandra
- Silvia Campos - Ana
- Luis Alonso Mora - Jorge Villazur
- Andrés Montero - Don Bernardo
- Mayela Soto - Rocio
- Álvaro Marenco -  Don Felix
- Madeleine Martinez - Ceci
- Ruth Gaspar - Andrea